# Zwischen Himmel und Eis

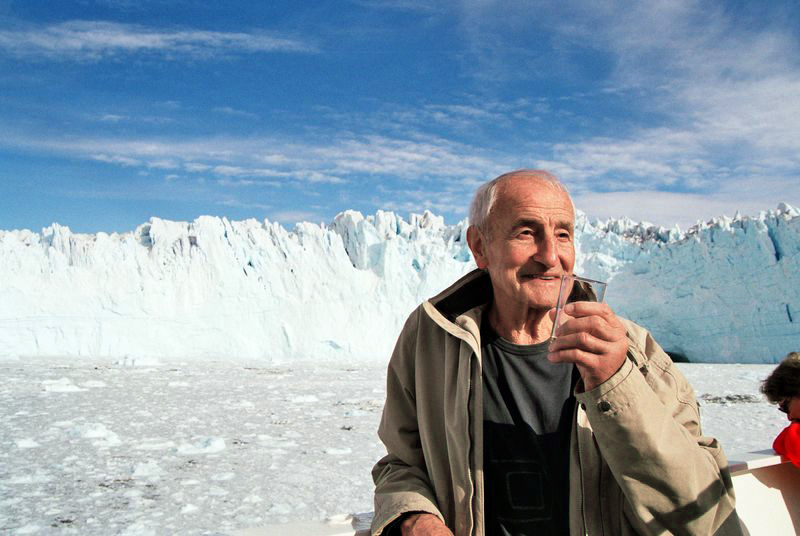
Claude Lorius in der Antarktis (2008)

Zwischen Himmel und Eis (Originaltitel: La Glace et le ciel) ist ein französischer Dokumentarfilm von Luc Jacquet über das Lebenswerk des Glaziologen Claude Lorius. Nach acht Jahren der Forschung in der Antarktis warnte er 1965 als einer der ersten Wissenschaftler vor den Folgen einer globalen Erwärmung. Der Film hatte seine Premiere als Abschlussfilm der Filmfestspiele von Cannes 2015. Der deutsche Kinostart war am 26. November 2015.

## Inhalt
Der heute 82-jährige Claude Lorius reiste bereits Mitte der 1950er Jahre  als Teilnehmer einer Expedition in die Antarktis und widmete anschließend sein gesamtes Forscherleben dem Eis. Bereits vor 30 Jahren wies er nach, dass der Mensch für die bereits zuvor nachgewiesene Klimaerwärmung verantwortlich ist. Der Nachweis gelang mittels Auswertung von dutzenden Eisschichten, die über Jahrtausende das Klima der Erdgeschichte speicherten. Lorius gelangte zudem zu der Erkenntnis, dass die im Eis eingeschlossenen Luftbläschen über die jeweilige Zusammensetzung der Atmosphäre Aufschluss geben und so ein Porträt des Erdklimas liefern.

## Kritik
Der Filmdienst urteilte in seiner Kurzkritik, der visuell aufwändige Film „montiert Porträt, Pathos und beeindruckende Landschaftsaufnahmen zu einer erhabenen Erfahrung, die bewegen und erschüttern will, um zum Umdenken und Handeln zu bewegen“.